# Largo do Moinho de Vento
O Largo do Moinho de Vento é uma praça na freguesia de Vitória da cidade do Porto, em Portugal.

## Origem do nome
O topónimo Moinho de Vento é bastante antigo, aparecendo referido em documentos desde 1647, e recorda o ruralismo da zona, na época localizada nos arrabaldes da cidade do Porto.

## Acessos
- Estação Aliados (450 m para E)
- Linhas: 22 (elétrico), 200, 201, 207, 300, 302, 304, 305, 501 e 703 dos STCP.